# Башмацьке городище
Башмацьке городище, Городище Башмачка — археологічна пам'ятка національного значення, одне з трьох укріплених городищ черняхівської культури залізної доби, що виявлені в Україні. Розташоване у селі Башмачка Солонянського району Дніпропетровської області.
Городище розташоване у центральній частині Башмачки (1000 х 200 м) на високому мису. Розміри городища 60 × 40 м.
З поля захищене ровом та стіною. Стіна складалася з двох панцирів (товщиною 55—70 см) і поперечних перегородок, що утворили кліті, які заповнили землею. Дві кліті, розміром по 2,7 × 2,7 м, служили приміщеннями. Взагалі кам'яна стіна складала 3 м завтовшки з дерев'яним верхом. Решта стін — дерев'яні на підмурку.
На відстані 24 м — другий рів. Додатково — 3-ій рів.
Укріплення на першому будівельному етапі були земляним валом з дерев'яним частоколом, на другому етапі — кам'яні стіни.
В межах укріпленої частини поселення відкриті залишки заглиблених і наземних будівель, а також вогнищ, викладених з каменю. У центрі велика прямокутна будівля, розміром 6 × 4 м, зі стінами стовпової конструкції. Відкрито також сліди залізоробного і кісто-різного ремесла, а за межами кам'яних стін гончарний горн.
Вздовж стін укріплення — житла.
Городище могло бути резиденцією місцевого вождя. Поблизу на могильнику знайдено курганне поховання «князівського» рангу. Датується 290—390 роками
Розкопки засвідчили, що у цей період. перевагу надавали скотарству (38 %), далі йшли свійська свиня (27 %), дрібна рогата худоба (21 %), кінь (9 %) і собака (5 %).
Координати - 48.1527, 35.02751

## Ідентифікація
Частина дослідників ідентифікують поселення із столицею Готського царства Архаймаром або Данпрстадтом.